# Федерація футболу Люксембургу
Федерація футболу Люксембургу (фр. Fédération Luxembourgeoise de Football) — асоціація, що здійснює контроль і управління футболом в Люксембурзі. Штаб-квартира розташована у комуні Мондерканж. ФФЛ заснована у 1908 році, член ФІФА з 1910 року, а УЄФА з 1954 року. Асоціація організовує діяльність та здійснює керування національними збірними з футболу, включаючи головну національну збірну.
Під егідою федерації проводяться змагання у чемпіонаті Люксембургу та Кубку Люксембургу.